# La Casa Ida
La Casa Ida  fue un «medialab» y centro cultural activo entre 2006 y 2014 en Lima, Perú, orientado a la investigación, producción y educación en prácticas tecnológicas artísticas.
Fue fundado por un grupo de artistas dirigidos por el arquitecto, investigador y profesor en artes electrónicas Álvaro Pastor.

## Trabajo
Sus líneas de trabajo incluyeron la investigación sobre las relaciones entre artes y computación, educación en artes electrónicas, apoyo a la producción y exhibición artística principalmente audiovisual, y promoción del acceso a tecnologías de código abierto para la producción cultural y la innovación. Ubicada en la emblemática avenida La Colmena en el centro histórico de la ciudad, La Casa Ida ofreció un laboratorio de informática multimedia, instalaciones de producción y postproducción audiovisual, un área de residencia para artistas e investigadores, y espacios de exhibición y conciertos.
Desde 2008, su sitio web institucional se convirtió en una plataforma de publicación para música electrónica y música experimental. En 2011 La Casa Ida fundó Instituto Arte Electrónica, ocupados en desarrollar un programa educativo en artes y tecnologías electrónicas con un enfoque pedagógico que buscaba equilibrar el conocimiento académico, el conocimiento no estandarizado y tradicional de América Latina. Este contexto fue el inicio de Alexandra proyecto de biblioteca digital libre que proporciona recursos libres para investigación y documentación en campos de las tecnologías y humanidades digitales. Además de actividades expositivas y educativas, La Casa Ida abogó con las instituciones del gobierno peruano  por la implementación políticas culturales vinculadas a los usos creativos de la tecnología y el código abierto.
Entre los proyectos más importantes que el medialab La Casa Ida ha generado, CulturaLima.org sistema de información sobre ecosistemas culturales creado en 2011 y adoptado por el Ministerio de Cultura del Perú desde 2013 bajo el nombre Infoartes.  El Foro Nacional de Artes Electrónicas ARTEC que entre 2009 y 2013 reunió a artistas internacionales y expertos en tecnología y humanidades digitales para el debate y la exhibición. Entre 2011 y 2013 La Casa Ida llevó a cabo Pantalla Urbana un programa de exhibiciones periódicas de Video mapping en arquitecturas emblemáticas del centro de Lima.
Durante sus años activos La Casa Ida estableció vínculos y colaboraciones con organizaciones, investigadores, activistas y artistas de todo el mundo como: Alta Tecnología Andina ATA, Aloardi Record Label, Museo de Arte de Lima MALI, Instituto Cultural Peruano Norteamericano, Consejo Canadiense de las Artes, Museo de Arte Contemporáneo de Lima MAC Lima, Discográfica Discos Invisibles, Escuelab, Etopia Centro de Arte y Tecnología, Iberescena, Ibermusicas, Iberotec, Festival Internacional de Video y Arte Electrónico en Lima, Grupo de Investigación ISONAR de la Universidad San Martín de Porres, el genetista y crítico de arte Jorge Villacorta, el Ministerio de cultura en Perú, Teatro Municipal de Lima, Escuela Nacional de Bellas artes ENSABAP, Organización de Ibero-Estados americanos, OTELO - Offenes Technologielabor, Pro Helvetia, Scant Intone Record Label, Agencia española para Cooperación de Desarrollo Internacional, V2 Institute for Unstable Media, entre otros.